# Santa-Maria-di-Lota
Santa-Maria-di-Lota (korziško Santa Maria di Lota) je naselje in občina v francoskem departmaju Haute-Corse regije - otoka Korzika. Leta 2007 je naselje imelo 1.938 prebivalcev.

## Geografija
Kraj leži na severovzhodu otoka Korzike nad vzhodno obalo rta Cap Corse, 10 km severno od središča Bastie.

## Uprava
Občina Santa-Maria-di-Lota skupaj s sosednjima občinama San-Martino-di-Lota in Ville-di-Pietrabugno sestavlja kanton San-Martino-di-Lota s sedežem v San-Martinu. Kanton je sestavni del okrožja Bastia.